# Paul Heyse
Paul Johann Ludwig von Heyse (Berlijn, 15 maart 1830 — München, 2 april 1914) was een Duitse schrijver, dichter en essayist. In 1910 won hij de Nobelprijs voor Literatuur.

## Leven

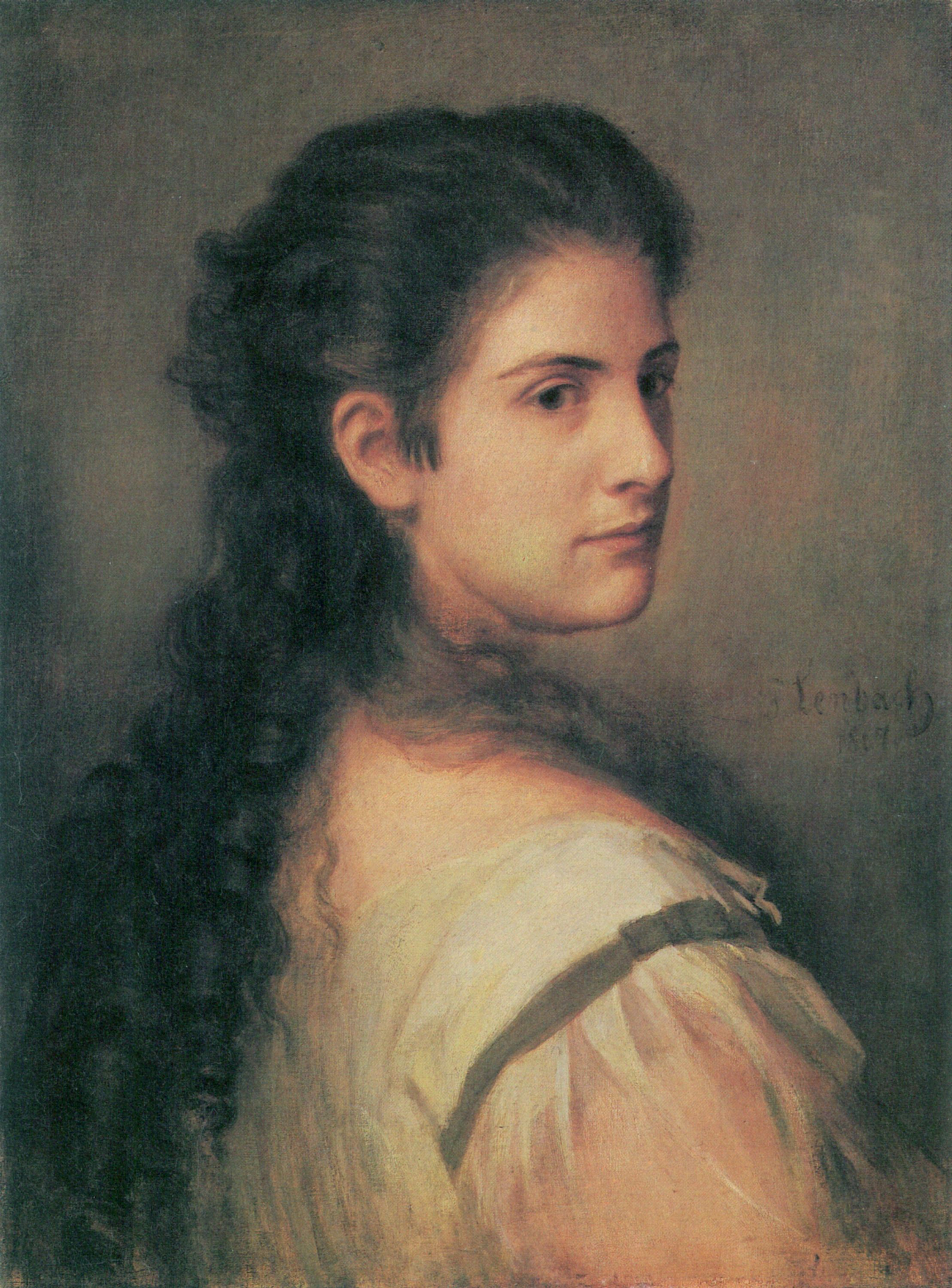
Anna Schubart, een portret gemaakt door Franz von Lenbach in 1867. Het jaar dat zij in het huwelijk trad met Paul Heyse.

Heyse was de zoon van een Berlijnse hoogleraar in de klassieke filologie. Zijn moeder, Julie Salomon, was joods. Hij was een voorbeeldig scholier op het Friedrich-Wilhelm-Gymnasium en kwam in zijn jeugd met veel kunstzinnige figuren in contact. Reeds tijdens zijn schooltijd frequenteerde hij literaire salons in Berlijn, en dankzij zijn mentor, Emanuel Geibel, legde hij vele contacten. Tijdens zijn studie werd hij lid van het dichtercollectief Tunnel über der Spree, dat zich rond Fontane en Storm concentreerde.
Heyse stond positief tegenover de liberale revolutie van 1848 en het Frankfurter Parlement, maar omdat zijn entourage overwegend conservatief was en hij niemand voor het hoofd wilde stoten, nam hij niet actief deel aan de revolutie. In 1849 ging hij in Bonn studeren, maar raakte er in een liefdesaffaire met de vrouw van een professor verzeild en moest noodgedwongen terugkeren. Terug in Berlijn werd hij goed bevriend met Storm en won een gedichtenwedstrijd in de Tunnel über der Spree met zijn gedicht 'Das Tal von Espigno'. Heyse had een grote belangstelling voor Italië, en in 1852 ging hij er op studiereis, waar hij Scheffel en Böcklin ontmoette. Hij was zodanig onder de indruk van de zuiderse landschappen, dat zijn eerste werken doordrongen zijn van de Italiaanse cultuur. Zijn novelle L'Arrabbiata uit deze tijd is zijn populairste gebleven.
In 1854 kreeg Heyse van koning Maximiliaan II van Beieren een professorenmandaat in München aangeboden; hij huwde met Margarete Kugler en stichtte de dichtervereniging Das Krokodil. In de daaropvolgende jaren schreef Heyse letterlijk massa's werken, waaronder 150 novellen en een lange rist toneelstukken. In zijn dichterscollectief zette hij de vereisten voor goede literatuur uiteen, hetgeen tevens in talloze verhandelingen resulteerde. Zijn opvattingen over literatuur waren uitgesproken conservatief, in die zin dat hij een classicistische eenheid van handeling, symboliek en moraliteit voorstond. Daadwerkelijk gold hij in zijn tijd als de waardige opvolger van Goethe. Daar hij echter voor zijn gezin, met vier kinderen, diende te zorgen, werd hij in 1858 met veel tegenzin redacteur bij het Literaturblatt zum deutschen Kunstblatt. Een aanbod om naar Thüringen te verhuizen sloeg hij af. Hij correspondeerde jarenlang met Mörike en Keller, en won in 1859 een toneelschrijfwedstrijd met Die Sabinerinnen. In Wenen ontmoette hij Hebbel en Grillparzer. Keizerin Elisabeth van Oostenrijk was een grote fan van Heyse. Zij vertaalde Heyses novelle Die Einsamen in het Nieuwgrieks en gaf die vertaling in 1893, onder het pseudoniem Gloriette uit.
In 1862 overleed Heyses vrouw aan een longontsteking; zijn historisch drama Ludwig der Bayer, in opdracht van koning Maximiliaan geschreven, was bovendien een flop. Onverdroten schreef hij verder: na een aantal novellebundels oogstte Heyse een ongezien succes met zijn bijzonder geliefde toneelstuk Colberg. Dit stuk werd honderden malen opgevoerd, en de stad Kolberg zou hem ervoor in 1890 tot ereburger maken. In 1867 hertrouwde Heyse met Anna Schubart, een jong meisje uit München; de stroom van novelles en toneelstukken hield evenwel niet op: tezamen met Hermann Kurz gaf hij in 1903 een bundel novelles in veertien boekdelen uit, Novellenschatz des Auslandes. In 1884 werd hij voorzitter van de Schillerstiftung, die hij zelf mede had opgericht in 1855, en in 1887 trad hij toe tot de jury van de Schillerpreis. Tussen 1899 en 1909 overwinterde hij jaarlijks aan het Gardameer. In deze periode — hij was toen reeds een zeventiger — begon hij eveneens romans te schrijven. In 1910 werd hij in de adelstand verheven, maar hij bleef zichzelf Heyse (niet von Heyse) noemen. Het was tevens in dat jaar dat hij de Nobelprijs voor Literatuur ontving; daarmee was hij de eerste Duitser die de prijs voor literair werk kreeg (eerderen, zoals Mommsen, waren geen 'schrijvers' in de literaire zin des woords).
Hij stierf kort vóór de uitbraak van de Eerste Wereldoorlog en werd in München begraven.
Het werk van Heyse heeft een merkwaardige receptie gekend: in zijn tijd was hij de onbetwiste meester der Duitse letteren. Hij speelde geregeld gastheer voor 'mindere goden', zoals Fontane en Storm, die oprecht naar hem opkeken. Daarnaast schijnt hij op het vrouwelijk publiek een bijzondere aantrekkingskracht uitgeoefend te hebben. De Nobelprijs zou derhalve de bekroning van een legendarische carrière geweest moeten zijn. Desondanks gingen reeds in 1885 kritische stemmen op: Michael Georg Conrad, een naturalistische schrijver, was Heyses grootste rivaal, en deze bestempelde Heyses manier van schrijven resoluut als verouderd. Heyse zit geworteld in het poëtisch realisme, en grijpt terug naar de Weimarer Klassik; daarenboven werken bij hem romantische invloeden na. Heyse cultiveert, op elk gebied, schoonheid en kunstzinnigheid: zijn werk is dromerig, geïdealiseerd en — en hierin bestond de kritiek van de naturalisten — ontegenzeglijk escapistisch en van de werkelijkheid vervreemd.
De zeventig toneelstukken van Heyse, misschien met uitzondering van Colberg, zijn na zijn dood in ijltempo in de vergetelheid geraakt; ook zijn novellen, die rond de eeuwwisseling alomtegenwoordig waren en vaak verplichte schoollectuur leverden, worden, wellicht al sinds het interbellum, nauwelijks nog gelezen. Waar de markt aan het begin van de twintigste eeuw met Heyse overspoeld werd en zijn gedichten door tientallen verschillende componisten op muziek werden gezet, besteedt tegenwoordig vrijwel niemand in de literatuurkritiek nog aandacht aan hem, en zijn œuvre wordt als middelmatig en oubollig bestempeld. Persoonlijk vond Heyse zijn roman Merlin zijn beste werk; in wezen is dit echter een bittere aanval op het naturalisme, dat volgens Heyse alle schoonheid vernietigt en niets met kunst te maken heeft.

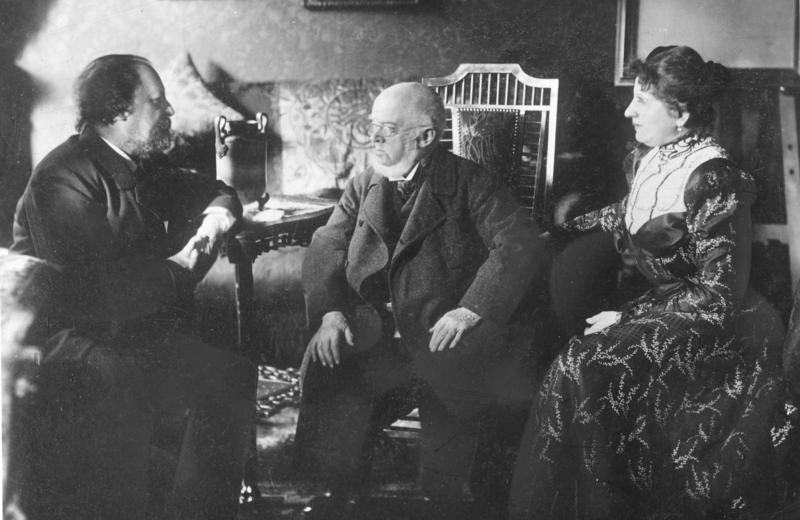
Paul Heyse, links, met de kunstschilder Adolph Menzel op een foto uit 1902

Uiteraard is geen enkel oordeel volledig juist. Heyse was inderdaad een getalenteerd en zeer productief schrijver. Hij ontwikkelde, om zijn ideeën te ondersteunen, de zogenaamde valkentheorie. Hiermee verwees hij naar een novelle van Boccaccio, waarin een arme jongeling zijn geliefde zijn valk, zijn enige bezit, te eten geeft. Volgens Heyse diende elke novelle een dergelijk 'verrassend element' te hebben; elke geslaagde novelle moest een soort 'valk' bevatten.
De veelschrijver Heyse werd overvloedig gekarikaturiseerd. Zijn thema's waren aan het eind van zijn leven talloze malen herkauwd, en vaak sterk verouderd. Dit heeft ertoe bijgedragen, dat zijn reputatie thans nagenoeg geheel en al vergeten is. Desalniettemin bezit hij in de context van de burgerlijke 19de-eeuwse literatuur, al was het maar door zijn overvloedige productie, een zekere historisch-literaire waarde. Heyse geldt dan ook als de laatste vertegenwoordiger van deze burgerlijke traditie.

## Werken
- 1850 Der Jungbrunnen (sprookje, anoniem gepubliceerd)
- 1852 Marion (novelle)
- 1853 L'Arrabbiatia (novelle)
- 1853 Francesca von Rimini (toneel)
- 1859 Die Sabinerinnen (toneel)
- 1860 Der Centaur (novelle)
- 1862 Ludwig der Bayer (toneel)
- 1864 Meraner Novellen (novellebundel)
- 1865 Hadrian (toneel)
- 1865 Colberg (toneel)
- 1867 Beatrice (novelle)
- 1869 Moralische Novellen (novellebundel)
- 1870 Die Göttin der Vernunft (toneel)
- 1871 Die Stickerin von Treviso (novelle)
- 1872 Lyrische Gedichte (dichtbundel, herwerkt 1910)
- 1872 Deutscher Novellenschatz (samen met Herman Kurz)
- 1873 Die Kinder der Welt (driedelige roman)
- 1874 Nerina (novelle)
- 1875 Im Paradiese (roman)
- 1875 Ehre um Ehre (toneel)
- 1877 Elfriede (toneel)
- 1878 Neue moralische Novellen (novellebundel)
- 1879 Der Salamander (toneel)
- 1881 Das Glück von Rothenburg (novelle)
- 1883 Unvergeßbare Worte (novelle)
- 1883 Siechentrost (novelle)
- 1883 Alkibiades (toneel)
- 1889 Kleine Dramen (toneelbundel)
- 1892 Merlin (driedelige roman)
- 1895 Über allen Gipfeln (roman)
- 1895 Melusine (toneel)
- 1896 Vanina Vanini (toneel)
- 1898 Der Bucklige von Schiras (toneel)
- 1901 Gefangene Singvögel (novelle)
- 1902 Ninon (roman)
- 1903 Moralische Unmöglichkeiten (novelle)
- 1903 Novellenschatz des Auslandes (samen met Hermann Kurz, 14 delen)
- 1905 Die törichten Jungfrauen (toneel)
- 1905 Crone Stäudlin (roman)
- 1907 Gegen den Strom (roman)
- 1908 Menschen und Schicksale (novellebundel)
- 1909 Die Geburt der Venus (roman)
- 1914 Letzte Novellen (novellebundel)

## Nederlandse vertalingen
- 1978 Verhalend en essayistisch proza, alsmede gedichten. Hasselt: Heideland.

- Bibsys: 90051505
- Biblioteca Nacional de Chile: 000346207
- Biblioteca Nacional de España: XX1161683
- Bibliothèque nationale de France: cb121643010 (data)
- Catàleg d'autoritats de noms i títols de Catalunya: 981058509176306706
- CiNii: DA01148936
- Digitale Bibliotheek voor de Nederlandse Letteren: heys032
- Gemeinsame Normdatei: 118550772
- International Standard Name Identifier: 0000 0001 2117 2723
- KulturNav: 92711a38-a303-40f5-8bf3-170c95ed7f77
- Library of Congress Control Number: n80149610
- Nationale Bibliotheek van Letland: 000220777
- MusicBrainz: ac10a73b-cef3-4c59-8515-b3cc9e2c6778
- Bibliotheek van het Japanse parlement: 00522591
- Nationale Bibliotheek van Tsjechië: jn20000700710
- Nationale bibliotheek van Australië: 36198535
- Nationale Bibliotheek van Israël: 987007262662405171
- Nationale Bibliotheek van Polen: a0000003058644
- Nationale en Universitaire bibliotheek Zagreb: 000195660
- Nederlandse Thesaurus van Auteursnamen: 068605382
- Istituto Centrale per il Catalogo Unico: PUVV235745
- LIBRIS: 241734
- SNAC: w6902bb0
- Système universitaire de documentation: 030172047
- Trove: 1227819
- Union List of Artist Names: 500524384
- Virtual International Authority File: 50765
- WorldCat: E39PBJjxwh74DrKJCDkkVDjt8C

1901: Prudhomme ·
1902: Mommsen ·
1903: Bjørnson ·
1904: Mistral, Echegaray ·
1905: Sienkiewicz ·
1906: Carducci ·
1907: Kipling ·
1908: Eucken ·
1909: Lagerlöf ·
1910: Heyse ·
1911: Maeterlinck ·
1912: Hauptmann ·
1913: Tagore ·
1915: Rolland ·
1916: Heidenstam ·
1917: Gjellerup, Pontoppidan ·
1919: Spitteler ·
1920: Hamsun ·
1921: France ·
1922: Benavente ·
1923: Yeats ·
1924: Reymont ·
1925: Shaw ·
1926: Deledda ·
1927: Bergson ·
1928: Undset ·
1929: Mann ·
1930: Lewis ·
1931: Karlfeldt ·
1932: Galsworthy ·
1933: Boenin ·
1934: Pirandello ·
1936: O'Neill ·
1937: Gard ·
1938: Buck ·
1939: Sillanpää ·
1944: Jensen ·
1945: Mistral ·
1946: Hesse ·
1947: Gide ·
1948: Eliot ·
1949: Faulkner ·
1950: Russell ·
1951: Lagerkvist ·
1952: Mauriac ·
1953: Churchill ·
1954: Hemingway ·
1955: Laxness ·
1956: Jiménez ·
1957: Camus ·
1958: Pasternak ·
1959: Quasimodo ·
1960: Perse ·
1961: Andrić ·
1962: Steinbeck ·
1963: Seferis ·
1964: Sartre (geweigerd) ·
1965: Sjolochov ·
1966: Agnon, Sachs ·
1967: Asturias ·
1968: Kawabata ·
1969: Beckett ·
1970: Solzjenitsyn ·
1971: Neruda ·
1972: Böll ·
1973: White ·
1974: Johnson, Martinson ·
1975: Montale ·
1976: Bellow ·
1977: Aleixandre ·
1978: Singer ·
1979: Elýtis ·
1980: Miłosz ·
1981: Canetti ·
1982: García Márquez ·
1983: Golding ·
1984: Seifert ·
1985: Simon ·
1986: Soyinka ·
1987: Brodsky ·
1988: Mahfoez ·
1989: Cela ·
1990: Paz ·
1991: Gordimer ·
1992: Walcott ·
1993: Morrison ·
1994: Oë ·
1995: Heaney ·
1996: Szymborska ·
1997: Fo ·
1998: Saramago ·
1999: Grass ·
2000: Gao ·
2001: Naipaul ·
2002: Kertész ·
2003: Coetzee ·
2004: Jelinek ·
2005: Pinter ·
2006: Pamuk ·
2007: Lessing ·
2008: Le Clézio ·
2009: Müller ·
2010: Vargas Llosa ·
2011: Tranströmer ·
2012: Mo ·
2013: Munro ·
2014: Modiano ·
2015: Aleksijevitsj ·
2016: Dylan ·
2017: Ishiguro ·
2018: Tokarczuk ·
2019: Handke ·
2020: Glück ·
2021: Gurnah ·
2022: Ernaux ·
2023: Fosse ·
2024: Kang ·